# Josyf Sembratowycz
Josyf Sembratowycz, wzgl. Józef Sembratowicz (ur. 8 listopada 1821 w Krynicy, zm. 23 października 1900 we Lwowie) – biskup greckokatolicki, metropolita halicki.

## Życiorys
Urodził się w rodzinie kapłana greckokatolickiego. Został absolwentem C.K. gimnazjum w Nowym Sączu. Ukończył studia teologiczne na Uniwersytecie Wiedeńskim, został wyświęcony w 1845. Od 1850 był prefektem lwowskiego seminarium duchownego, od 1852 – wicerektorem greckokatolickiego seminarium duchownego w Wiedniu.
W 1861 został profesorem Uniwersytetu Lwowskiego w katedrze Pisma Świętego. W 1865 wyjechał do Rzymu, powrócił w 1867 i został mianowany administratorem eparchii przemyskiej.
W latach 1870–1882 był metropolitą halickim.
Wielka przeciwalkoholowa akcja, jaką rozpoczął Sembratowicz jako metropolita, nie spodobała się polskim działaczom, bo uszczuplała ich przychody ze sprzedaży alkoholu. Rozpoczęli więc intrygi na cesarskim dworze w Wiedniu. Sembratowiczowi nie pomogły również inne sprawy, jak moskalofilstwo części wyższych kapłanów cerkwi greckokatolickiej i przejście części księży z Iwanem Naumowyczem na czele na prawosławie. W 1882 utracił stanowisko metropolity, i wyjechał do Rzymu, gdzie doradzał Watykanowi w sprawach greckokatolickich.